# 후아힌 공항
후아힌 공항(태국어: ท่าอากาศยานหัวหิน, 영어: Hua Hin Airport, IATA: HHQ, ICAO: VTPH)는 태국 쁘라쭈압키리칸주 후아힌 군에 있는 국제공항이다.

## 공항 업그레이드
2018년 8월에 태국 공항국은 향후 5년 동안 35억 바트를 사용하여 후아힌 공항을 업그레이드 할 것이라고 발표했다. 공항을 이용하는 여행객의 수는 그 기간에 연간 10배에서 3백만 배로 증가할 것으로 예상된다. 업그레이드는 "Riviera Thailand"및 Southern Economic Corridor 프로젝트의 일부이다. 공항에서의 작업은 4-5년이 걸릴 것이다. 기존 여객 터미널을 확장하고, 두 번째 건물을 짓고, 격납고 공간을 넓히고, 활주로를 35m에서 45m로 넓히는 것을 포함한다.

## 항공사 및 목적지
| 항공사     | 목적지       |
| ---------- | ------------ |
| 에어아시아 | 쿠알라룸푸르 |